# Vbc.exe
vbc.exeは、.NET Frameworkに含まれるマイクロソフト製のVB.NETのコンパイラである。.NET FrameworkはWindowsに標準で搭載されているため、開発環境がなくてもプログラミングをすることができる。

## 利用例
hello.vbというファイル名で以下のコードを保存するとする。
```
Imports
 
System

Class
 
Program

  
Shared
 
Sub
 
Main
()

    
Console
.
WriteLine
 
(
"Hello,world!"
)

  
End
 
Sub

End
 
Class

```

hello.vbを保存し終わった後に、コマンドプロンプトを開き、以下のコマンドを入力する。
```
>
 vbc hello.vb

```

このコマンドを実行すると、以下のようなログが出力される。
```
Microsoft (R) Visual Basic Compiler version 14.8.3752

for Visual Basic 2012

Copyright (c) Microsoft Corporation.  All rights reserved.

This compiler is provided as part of the Microsoft (R) .NET Framework, but only supports language versions up to Visual Basic 2012, which is no longer the latest version. For compilers that support newer versions of the Visual Basic programming language, see http://go.microsoft.com/fwlink/?LinkID=533241

```

また、エラーや警告がある場合は、このログの下に出力される。

## 主な不具合や問題への対処法

### そもそもパスが通っていない場合
以下のメッセージが表示される場合、
```
'vbc' は、内部コマンドまたは外部コマンド、

操作可能なプログラムまたはバッチ ファイルとして認識されていません。

```

パスが通っていないので、vbc.exeを見つけられていない。
C:\Windows\Microsoft.NET\Framework\v3.5などのディレクトリを環境変数に追加して再度実行すればよい。

### コマンドラインが不正である場合
vbc.exeはcsc.exeとは異なり、引数に何も指定しなかった場合、ヘルプと同じ動作が実行される。

## 主なオプション

### ビルドのターゲット
/target オプションを使用することによって、特定の形式でアセンブリを作成できる。

#### ライブラリ
library.vbがライブラリとしてのデータを含むソースコードであることとする。
```
>
 vbc /target:library library.vb

```

#### GUIアプリケーション
window.vbがフォームを含むソースコードであることとする。
```
>
 vbc /target:winexe window.vb

```

### 著作権を表示しない
/nologo オプションを使用することで、コンパイル時の著作権表示を消すことができる。
```
>
 vbc /nologo hello.vb

```

### ヘルプ
/help オプションもしくは /? オプションで、vbc.exeの使用できるオプションを出力させられる。
```
>
 vbc /help

```